# ც
Tsʰani (asomtavruli Ⴚ, nuskhuri ⴚ, mkhedruli ც) es la trigésima letra del alfabeto georgiano.
En el sistema de numeración georgiano tiene un valor de 2000.
Tsani representa comúnmente la africada alveolar sorda aspirada como la pronunciación de la "Ց ց" armenia.

## Letra
| asomtavruli | nuskhuri | mkhedruli |
| ----------- | -------- | --------- |
|             |          |           |

## Codificación digital
| asomtavruli | nuskhuri | mkhedruli |
| ----------- | -------- | --------- |
| U + 10BA    | U + 2D1A | U + 10EA  |

## Braille
| mkhedruli |
| --------- |
|           |